# Solana u Stonu
Solana u Stonu – salina w Chorwacji, w żupanii dubrownicko-neretwiańskiej, w gminie Ston, w Stonie.
Sól na tym obszarze wydobywano już w czasach rzymskich. Sam kompleks powstał w czasach Republiki Raguzy; wraz z nim utworzono urząd solny. Solnisko zajmuje powierzchnię 429 840 m² i składa się z siedmiu grup zbiorników, w których odparowywana jest woda z Morza Adriatyckiego.